# Пташиний будинок
«Пташиний будинок» (словен. Ptičja hiša) — антиутопічний роман Берти Боєту. Твір являє собою класичне антиутопічне повідомлення про шкідливість технічного прогресу, який прагне перетворити людей на машини, Боєту розширює його інформацією про шкідливість насильства щодо окремої взятої людини. У 1996 році роман отримав премію «Креснік».

## Сюжет
Роман прологом, епілогом, тематично та змістовно та ідеально пов'язується з попереднім романом автора «Філіо не вдома». Філіо, який втікає з острова, де в першому романі панує суспільна репресія, розповідає в пролозі другої особи, таким чином, звертаючись до свого внутрішнього, іншого «Я» (Glušič 2002: 268). В емоційній кризі вона вирішує підірвати кімнату, в якій ночувала з невідомим чоловіком. Вона ув'язнена за спробу [вбивства], але уникає подальшого покарання через відсутність доказів. Щоб допомогти подолати свої страждання, малює птахів. Вона виставляє свої роботи в галереї, де зустрічає брата Урі, який співчуває їй та знайомить з Дечком та Каліною. Філіо розуміє, що Урі втрачений для неї, оскільки той відчуває особливий зв'язок між Філіо та Каліною. Увечері вони прямують до квартири, де Каліна пропонує Філіо прочитати її рукопис. Цей «роман у романі» складає найважливішу частину оповіді. Описана історія під назвою «Циза» підписана псевдонімом Антонія Рафанеллі. Історію розповідають від третьої особи Калін, яку тринадцятирічною дівчиною поневолили та відвезли до жіночого будинку, де дівчата готуються до сексуального задоволення солдатів. Вона зростає в публічному будинку, в постійній присутності страху перед катуваннями та зґвалтуванням. Відповідно до описів природи та термінів, події в оповіді розгортаються в Боснії (Glušič 2002: 268). Абсурдні описи подій підкріплюються бездушністю суспільства та навколишнього середовища, з якою Калина вже змирилася і живе лише сподівнням, що настане момент, коли всі неприємності пройдуть. Вона підтримує свою жагу до життя, читаючи книги, які їй приносить Дечек. Коли Калина захворіла, її відправляють до розкуреної та хворої жінки, яка засуджена до найгіршого насильства і лише чекає смерті. Після того, як вона зазнає фізичного насилля від чоловіка й вагітніє, відправляється у віддалене гірське село, де у неї приймають пологи та підміняють дитину за невідповідність «правилам» громади, яка потім помирає на колінах. Сільське суспільство це засуджує, Калина відчуває себе самотньою й відчуженою від усіх. Письменник спирається на абстрактні рамки зникаючої людської групи, яка через загрозу зникнення є насильницькою та замкнутою до власних членів, оскільки керується насамперед законами інстинкту у прагненні до виживання. Кохання у стосунках між чоловіком і жінкою або любов до людей взагалі навмисно усувається. Кожна спроба кохання жорстоко придушується (Matajc 1995: 157). Калина звільняє Дечка, який везе її до міста біля узбережжя, щоб зустріти Урію. Разом вони відкривають ресторан і займаються садівництвом, створюючи краще спільне майбутнє. В епілозі роману Філіо та Урі згадують життя на острові і виявляють, що обоє є дітьми Гелени Брасс; Філіо — її позашлюбна дочка, а Урі — усиновлювач, який, як і хлопчик, піклувався й доглядав за Філіо, з чого випливає її емоційна прихильність. Врешті-решт Філіо залишає своїх друзів та їде на північ.

## Персонажі
Літературні персонажі обох романів складалися з центральних поетичних персонажів поетичних збірок. Деякі імена літературних персонажів походять від загальних імен (Декач, Рокач, Сестра, Вдова, Прва (дружина)), що розділяє окремих персонажів та робить їх більш універсальними. Зв'язок Калини з Філіо вже вказує на її пташине ім'я. «Як і Філіо, Каліна відчуває в ній зміни, які пояснюються зростанням внутрішньої птиці. За своєю долею та частково за характером Каліна Філін — це альтер-его, тим самим встановлює узгодженість всередині роману та унікальність двох романів» (Matajc 1995: 156).

## Символіка
Роман пронизаний сильною символікою, яка повторюється протягом усіх авторських опусів. Птахи символізують жіночий полон й прохолоду, а їх синій колір — прагнення до свободи, надії та туги. Птахи на картинах Філіни — тимчасовий порятунок від травм минулого, а в Калини вони оселяються в її душі внаслідок тривалої люті від пережитого приниження. Птах Калини спочатку кліщать всередині неї, пізніше вона занурюється у солдата, який ледве врятовується від Калини. Житло — символ соціальної близькості та безнадії. Зв'язок між символами птаха й житла вже підкреслений заголовком. Загроза індивідуальності Калини посилюється контролем громади села та її соціальною близькістю. Виділяється зґвалтування, символ жорстоких стосунків з чоловіками та трагічного усвідомлення нездатності здорової гендерної комунікації, а також деталізація стосунків між жінками (Zupan Sosič 1998: 315—330).